# Marcipa camerunica
Marcipa camerunica là một loài bướm đêm trong họ Erebidae.